# Сідар-Кі (Флорида)
Сідар-Кі (англ. Cedar Key) — місто (англ. city) в США, в окрузі Леві штату Флорида. Населення — 687 осіб (2020).

## Географія
Сідар-Кі розташований за координатами 29°9′1″ пн. ш. 83°2′15″ зх. д. / 29.15028° пн. ш. 83.03750° зх. д. (29.150265, -83.037362).  За даними Бюро перепису населення США в 2010 році місто мало площу 5,45 км², з яких 2,49 км² — суходіл та 2,96 км² — водойми.

### Клімат
Місто знаходиться у зоні, котра характеризується вологим субтропічним кліматом. Найтепліший місяць — серпень із середньою температурою 28.1 °C (82.5 °F). Найхолодніший місяць — січень, із середньою температурою 14.2 °С (57.6 °F).
| Клімат Сідар-Кі         | Клімат Сідар-Кі | Клімат Сідар-Кі | Клімат Сідар-Кі | Клімат Сідар-Кі | Клімат Сідар-Кі | Клімат Сідар-Кі | Клімат Сідар-Кі | Клімат Сідар-Кі | Клімат Сідар-Кі | Клімат Сідар-Кі | Клімат Сідар-Кі | Клімат Сідар-Кі | Клімат Сідар-Кі |
| Показник                | Січ.            | Лют.            | Бер.            | Квіт.           | Трав.           | Черв.           | Лип.            | Серп.           | Вер.            | Жовт.           | Лист.           | Груд.           | Рік             |
| Абсолютний максимум, °C | 31,1            | 29,4            | 31,7            | 32,2            | 36,7            | 37,8            | 38,9            | 37,2            | 39,4            | 37,2            | 33,3            | 30              | 39,4            |
| Середній максимум, °C   | 19,2            | 19,8            | 22,3            | 26              | 29,3            | 31,6            | 31,9            | 32,2            | 31,6            | 28,4            | 23,7            | 19,8            | 26,3            |
| Середня температура, °C | 14,2            | 15              | 17,6            | 21,4            | 24,8            | 27,4            | 28              | 28,1            | 27,2            | 23,4            | 18,4            | 14,9            | 21,7            |
| Середній мінімум, °C    | 9,3             | 10,2            | 12,9            | 16,8            | 20,4            | 23,3            | 24,1            | 24              | 22,8            | 18,3            | 13,2            | 10,1            | 17,1            |
| Абсолютний мінімум, °C  | −13,3           | −6,7            | −5              | 2,8             | 8,3             | 14,4            | 16,7            | 17,8            | 7,8             | 3,3             | −3,9            | −9,4            | −13,3           |
| Норма опадів, мм        | 69              | 72              | 81              | 62              | 58              | 110             | 194             | 198             | 148             | 70              | 41              | 68              | 1170            |
| Днів з опадами          | 5               | 5               | 5               | 3               | 4               | 7               | 10              | 10              | 7               | 4               | 3               | 5               | 69              |
| ----------------------- | --------------- | --------------- | --------------- | --------------- | --------------- | --------------- | --------------- | --------------- | --------------- | --------------- | --------------- | --------------- | --------------- |
| Джерело: Weatherbase    |                 |                 |                 |                 |                 |                 |                 |                 |                 |                 |                 |                 |                 |

## Демографія
Згідно з переписом 2010 року, у місті мешкали 702 особи в 365 домогосподарствах у складі 213 родин. Густота населення становила 129 осіб/км².  Було 584 помешкання (107/км²).
Расовий склад населення:
| - 97,2 % — білих - 1,3 % — чорних або афроамериканців - 0,3 % — корінних американців |

До двох чи більше рас належало 0,9 %. Частка іспаномовних становила 1,4 % від усіх жителів.
За віковим діапазоном населення розподілялося таким чином: 12,1 % — особи молодші 18 років, 55,4 % — особи у віці 18—64 років, 32,5 % — особи у віці 65 років та старші. Медіана віку мешканця становила 58,5 року. На 100 осіб жіночої статі у місті припадало 96,1 чоловіків;  на 100 жінок у віці від 18 років та старших — 89,3 чоловіків також старших 18 років.
Середній дохід на одне домашнє господарство  становив 62 695 доларів США (медіана — 41 316), а середній дохід на одну сім'ю — 74 350 доларів (медіана — 41 118). Медіана доходів становила 36 050 доларів для чоловіків та 37 946 доларів для жінок. За межею бідності перебувало 12,6 % осіб, у тому числі 40,7 % дітей у віці до 18 років та 4,3 % осіб у віці 65 років та старших.
Цивільне працевлаштоване населення становило 271 особа. Основні галузі зайнятості: роздрібна торгівля — 18,5 %, мистецтво, розваги та відпочинок — 14,8 %, освіта, охорона здоров'я та соціальна допомога — 14,0 %.